# Paolo Di Canio
Paolo Di Canio (født 6. juli 1968) er en tidligere professionel italiensk fodboldspiller og nuværende fodboldtræner, senest i Premier League-klubben Sunderland. Han blev fyret pga. dårlige resultater, kun 6 måneder efter han overtog jobbet.
Paolo Di Canio var i en årrække en særdeles kontroversiel figur i italiensk fodbold, hvor han især i sin tid hos SS Lazio blev berømt og berygtet. Han yndede at sende en facist-hilsen mod klubbens loyale fans[kilde mangler].